# Jaryłówka (Białoruś)
Jaryłówka (biał. Ярылаўка; ros. Яриловка) – wieś na Białorusi, w obwodzie grodzieńskim, w rejonie wołkowyskim, w sielsowiecie Gniezno, przy drodze republikańskiej .
Dawniej wieś i majątek ziemski. W dwudziestoleciu międzywojennym leżała w Polsce, w województwie białostockim, w powiecie wołkowyskim, w gminie Mścibów.